# Olyra longicaudata
Olyra longicaudata és una espècie de peix de la família dels olírids i de l'ordre dels siluriformes.

## Morfologia
- Els mascles poden assolir 11 cm de longitud total.[2][3]

## Hàbitat
És un peix d'aigua dolça i de clima tropical (16 °C-22 °C).

## Distribució geogràfica
Es troba a Àsia: l'Índia i Myanmar.